# 庫德魯姆鎮區 (明尼蘇達州莫里森縣)
庫德魯姆鎮區（英語：Culdrum Township）是位於美國明尼蘇達州莫里森縣的一個行政鎮區，於1871年設立。

## 地方資料
庫德魯姆鎮區的面積為87.69平方千米，當中陸地面積為87.10平方千米，而水域面積為0.59平方千米。根據2020年美國人口普查的數據，當地共有人口452人，而人口密度為每平方千米5.15人。